# 이반 마제파

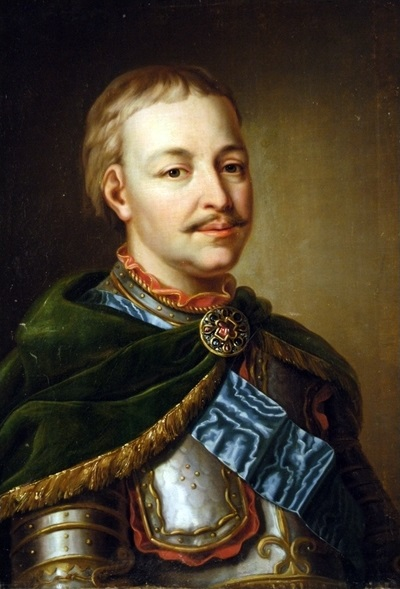
이반 마제파

이반 스테파노비치 마제파(우크라이나어: Іван Степанович Мазепа, 폴란드어: Jan Mazepa Kołodyński 얀 마제파 코워딘스키[*], 1639년 3월 30일 ~ 1709년 10월 2일)는 우크라이나의 카자크 지도자이다. 1687년부터 1708년까지 헤트만국의 수장을 역임했었다.

## 생애
폴란드-리투아니아 연방(현재의 우크라이나) 빌라체르크바에서 우크라이나 귀족의 가문의 아들로 태어났다. 그의 아버지였던 스테판 아담 마제파는 코자크 지도자였으며 보흐단 흐멜니츠키가 일으킨 반란에 가담하기도 했다.
1656년부터 1659년까지 서유럽에서 교육을 받았다. 폴란드의 국왕을 모셨던 아버지의 영향을 받은 뒤부터 얀 2세 카지미에시 바사의 시종으로 일했으며 1659년부터 1663년까지는 외교관으로 근무했다. 1663년 폴란드의 궁정을 떠나 고향으로 귀환했고 1669년부터 1673년까지는 우안 우크라이나의 코자크 지도자였던 페트로 도로셴코가 지휘하고 있던 부대에서 복무했다.
1687년 좌안 우크라이나의 코자크 지도자로 추대되었지만 루스 차르국과의 관계가 악화되자 대북방 전쟁에서 스웨덴을 지지하기로 결심한다. 일설에 따르면 마제파는 술에 취한 러시아의 차르인 표트르 1세를 모욕한 적이 있었으며 루스 차르국의 토지를 소유하는 야심을 품고 스웨덴의 국왕이었던 칼 12세를 전쟁에 끌어들이려는 계획을 세웠다고 한다.
1708년 10월 마제파는 대북방 전쟁에서 3,000명의 카자크 병사들과 함께 스웨덴군과 합류했다. 1709년 6월 마제파가 속한 스웨덴군은 폴타바에서 일어난 폴타바 전투에서 러시아군에 패전하고 만다. 폴타바 전투에서 패전한 마제파는 오스만 제국의 지배를 받고 있던 몰도바 벤데르로 도주했고 그 곳에서 사망하게 된다.
독립된 코자크 국가를 세우려는 노력 때문에 보흐단 흐멜니츠키와 함께 우크라이나 제2의 영웅으로 추앙받고 있다. 조지 바이런, 빅토르 위고, 대니얼 디포 등은 마제파를 소재로 한 문학 작품을 남겼으며 프란츠 리스트는 마제파를 주제로 한 교향시 《마제파》를 작곡했다.

## 사진

이반 마제파의 문장
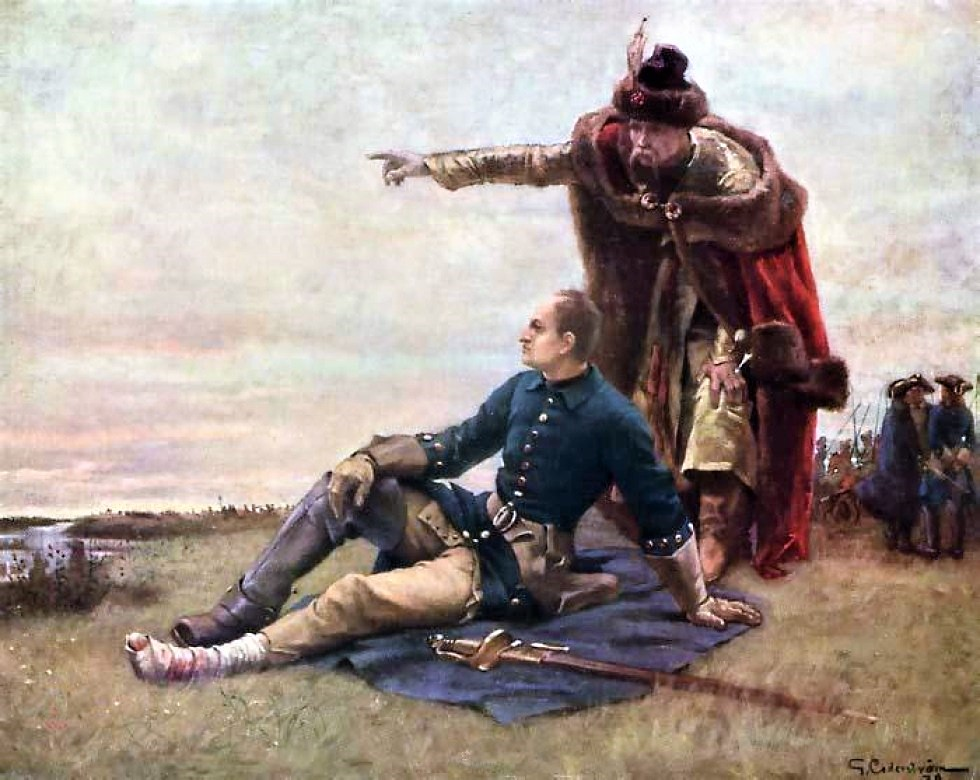
폴타바 전투에서 패전한 이반 마제파와 칼 12세
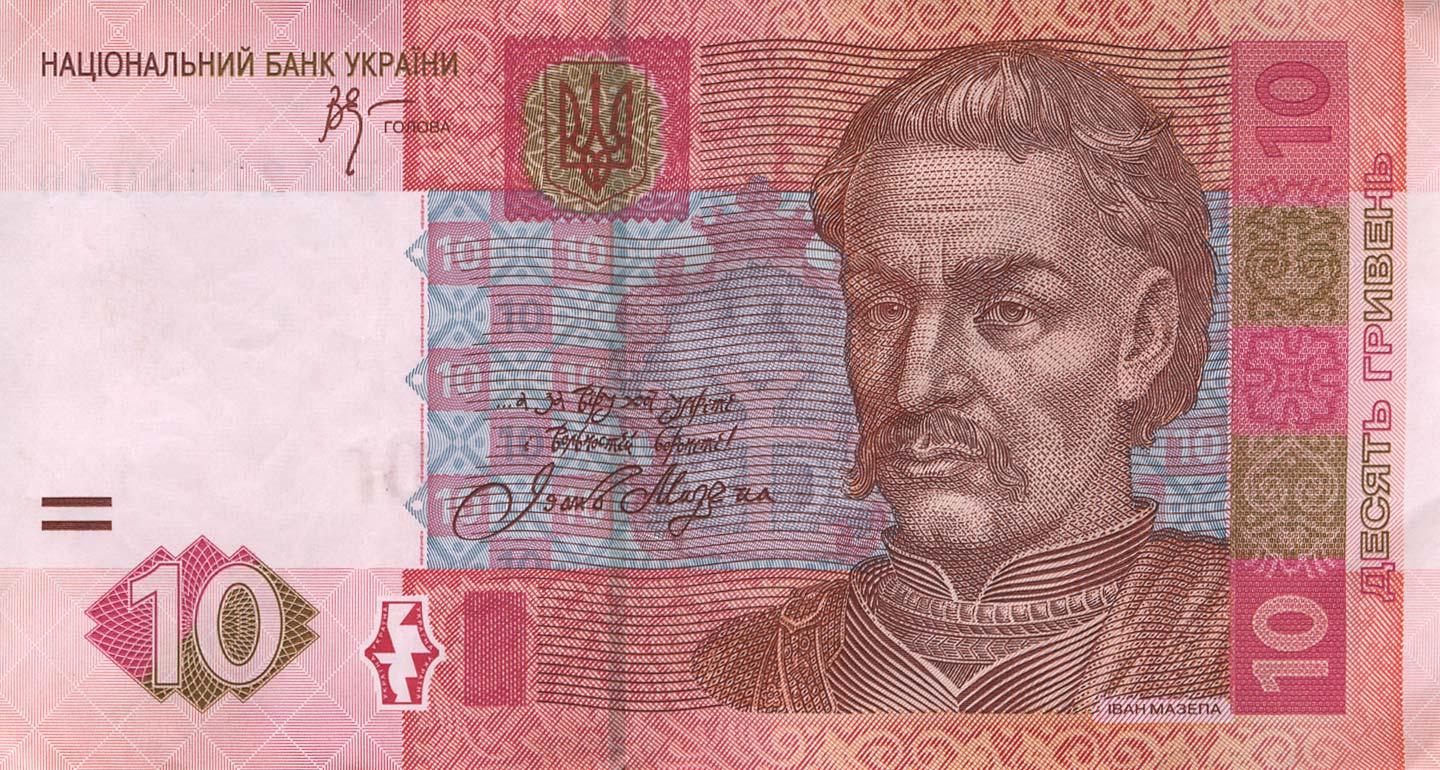
우크라이나 10 흐리우냐 지폐에 그려진 이반 마제파의 초상화